# Prêmio AFI Life Achievement
O Prêmio AFI Life Achievement foi estabelecido pelo conselho de diretores do American Film Institute em 26 de fevereiro de 1973, para homenagear um único indivíduo por sua contribuição vitalícia para o enriquecimento da cultura americana por meio do cinema e da televisão.

## Histórico do prêmio
O diretor de cinema John Ford foi a escolha unânime do conselho de curadores para o primeiro prêmio, uma vez que ele "se destaca claramente na história do cinema".
O conselho de curadores posteriormente alterou o requisito de "teste do tempo" para permitir que o prêmio fosse concedido a indivíduos com carreiras ativas, como o diretor Steven Spielberg.

## Destinatários
O American Film Institute concedeu o Life Achievement Award a uma pessoa a cada ano desde 1973. O 49.º Prêmio será entregue a Nicole Kidman em 10 de junho de 2023.
| #    | Ano           | Homenageado          | Imagem        | Profissão                 | Idade         | Data da Cerimônia     | Rede de transmissão | Apresentador do prêmio            |
| ---- | ------------- | -------------------- | ------------- | ------------------------- | ------------- | --------------------- | ------------------- | --------------------------------- |
| 1    | 1973          | John Ford            |               | diretor                   | 79            | 31 de março, 1973     | CBS                 | Danny Kaye (anfitrião)            |
| 2    | 1974          | James Cagney         |               | ator                      | 74            | 31 de março, 1974     | CBS                 | Frank Sinatra (anfitrião)         |
| 3    | 1975          | Orson Welles         |               | ator, diretor, roteirista | 59            | 9 de fevereiro, 1975  | CBS                 | Frank Sinatra (anfitrião)         |
| 4    | 1976          | William Wyler        |               | diretor                   | 73            | 9 de março, 1976      | CBS                 | Gregory Peck (anfitrião)          |
| 5    | 1977          | Bette Davis          |               | atriz                     | 68            | 1 de março, 1977      | CBS                 | Jane Fonda (anfitrião)            |
| 6    | 1978          | Henry Fonda          |               | ator                      | 72            | 15 de março, 1978     | CBS                 |                                   |
| 7    | 1979          | Alfred Hitchcock     |               | diretor                   | 79            | 7 de março, 1979      | CBS                 | Ingrid Bergman (anfitrião)        |
| 8    | 1980          | James Stewart        |               | ator                      | 71            | 16 de março, 1980     | CBS                 | Henry Fonda (anfitrião)           |
| 9    | 1981          | Fred Astaire         |               | ator                      | 81            | 10 de April, 1981     | CBS                 | David Niven (anfitrião)           |
| 10   | 1982          | Frank Capra          |               | diretor                   | 84            | 4 de março, 1982      | CBS                 | James Stewart (anfitrião)         |
| 11   | 1983          | John Huston          |               | ator, diretor, roteirista | 76            | 3 de março, 1983      | CBS                 | Lauren Bacall (anfitrião)         |
| 12   | 1984          | Lillian Gish         |               | atriz                     | 90            | 1 de março, 1984      | CBS                 | Douglas Fairbanks Jr. (anfitrião) |
| 13   | 1985          | Gene Kelly           |               | ator, diretor             | 72            | 7 de março, 1985      | CBS                 | Shirley MacLaine (anfitrião)      |
| 14   | 1986          | Billy Wilder         |               | diretor, roteirista       | 79            | 6 de março, 1986      | NBC                 | Jack Lemmon (anfitrião)           |
| 15   | 1987          | Barbara Stanwyck     |               | atriz                     | 79            | 9 de abril, 1987      | ABC                 | Jane Fonda (anfitrião)            |
| 16   | 1988          | Jack Lemmon          |               | ator                      | 63            | 10 de março, 1988     | CBS                 | Julie Andrews (anfitrião)         |
| 17   | 1989          | Gregory Peck         |               | ator                      | 72            | 9 de março, 1989      | NBC                 | Audrey Hepburn (anfitrião)        |
| 18   | 1990          | David Lean           |               | diretor, roteirista       | 82            | 8 de março, 1990      | ABC                 | Gregory Peck (anfitrião)          |
| 19   | 1991          | Kirk Douglas         |               | ator                      | 74            | 7 de março, 1991      | CBS                 | Michael Douglas (anfitrião)       |
| 20   | 1992          | Sidney Poitier       |               | ator, diretor             | 65            | 12 de março, 1992     | NBC                 | Harry Belafonte (anfitrião)       |
| 21   | 1993          | Elizabeth Taylor     |               | atriz                     | 61            | 11 março, 1993        | ABC                 | Carol Burnett (anfitrião)         |
| 22   | 1994          | Jack Nicholson       |               | ator                      | 56            | 3 de março, 1994      | CBS                 | Mike Nichols                      |
| 23   | 1995          | Steven Spielberg     |               | diretor                   | 48            | 2 de março, 1995      | NBC                 | Sidney Sheinberg                  |
| 24   | 1996          | Clint Eastwood       |               | ator, diretor             | 65            | 29 de fevereiro, 1996 | ABC                 | Steven Spielberg                  |
| 25   | 1997          | Martin Scorsese      |               | diretor, roteirista       | 54            | 20 de fevereiro, 1997 | CBS                 | Gregory Peck                      |
| 26   | 1998          | Robert Wise          |               | diretor                   | 83            | 19 de Fevereiro, 1998 | NBC                 | Julie Andrews                     |
| 27   | 1999          | Dustin Hoffman       |               | ator                      | 61            | 18 de fevereiro, 1999 | ABC                 | Jack Nicholson                    |
| 28   | 2000          | Harrison Ford        |               | ator                      | 57            | 17 de fevereiro, 2000 | CBS                 | George Lucas & Steven Spielberg   |
| 29   | 2001          | Barbra Streisand     |               | atriz, diretor            | 58            | 22 de fevereiro, 2001 | Fox                 | Sidney Poitier                    |
| 30   | 2002          | Tom Hanks            |               | ator                      | 46            | 24 de junho, 2002     | USA Network         | Steven Spielberg                  |
| 31   | 2003          | Robert De Niro       |               | ator                      | 59            | 12 de junho, 2003     | USA Network         | Martin Scorsese                   |
| 32   | 2004          | Meryl Streep         |               | atriz                     | 54            | 21, junho, 2004       | USA Network         | Mike Nichols                      |
| 33   | 2005          | George Lucas         |               | diretor, roteirista       | 61            | 9 de junho, 2005      | USA Network         | Steven Spielberg                  |
| 34   | 2006          | Sean Connery         |               | ator                      | 75            | 8 de junho, 2006      | USA Network         | Harrison Ford                     |
| 35   | 2007          | Al Pacino            |               | ator                      | 67            | Junho 7, 2007         | USA Network         | Sean Penn                         |
| 36   | 2008          | Warren Beatty        |               | ator, diretor, roteirista | 71            | 12 de junho, 2008     | USA Network         | Al Pacino                         |
| 37   | 2009          | Michael Douglas      |               | ator                      | 64            | 11 de junho, 2009     | TV Land             | Jack Nicholson                    |
| 38   | 2010          | Mike Nichols         |               | diretor                   | 78            | 10 de junho, 2010     | TV Land             | Meryl Streep                      |
| 39   | 2011          | Morgan Freeman       |               | ator                      | 74            | 9 de junho, 2011      | TV Land             | Clint Eastwood                    |
| 40   | 2012          | Shirley MacLaine     |               | atriz                     | 78            | 7 de junho, 2012      | TV Land             | Meryl Streep                      |
| 41   | 2013          | Mel Brooks           |               | ator, diretor, roteirista | 86            | 15 de junho, 2013     | TNT                 | Martin Scorsese                   |
| 42   | 2014          | Jane Fonda           |               | atriz                     | 76            | 13 de junho, 2014     | TNT                 | Michael Douglas                   |
| 43   | 2015          | Steve Martin         |               | ator, roteirista          | 69            | 4 de junho, 2015      | TBS                 | Mel Brooks                        |
| 44   | 2016          | John Williams        |               | Compositor                | 84            | 9 de junho, 2016      | TNT                 | Steven Spielberg                  |
| 45   | 2017          | Diane Keaton         |               | atriz                     | 71            | 8 de junho, 2017      | TNT                 | Woody Allen                       |
| 46   | 2018          | George Clooney       |               | ator, diretor, roteirista | 57            | 7 de junho, 2018      | TNT                 | Shirley MacLaine                  |
| 47   | 2019          | Denzel Washington    |               | ator                      | 64            | 6 de junho, 2019      | TNT                 | Spike Lee                         |
| 2020 | NÃO CONCEDIDO | NÃO CONCEDIDO        | NÃO CONCEDIDO | NÃO CONCEDIDO             | NÃO CONCEDIDO | NÃO CONCEDIDO         | NÃO CONCEDIDO       |                                   |
| 2021 | NÃO CONCEDIDO | NÃO CONCEDIDO        | NÃO CONCEDIDO | NÃO CONCEDIDO             | NÃO CONCEDIDO | NÃO CONCEDIDO         | NÃO CONCEDIDO       |                                   |
| 48   | 2022          | Julie Andrews        |               | atriz                     | 86            | 9 de junho, 2022      | TNT                 | Carol Burnett                     |
| 49   | 2024          | Nicole Kidman        |               | atriz                     | 55            | 27 de abril, 2024     | TNT                 | Meryl Streep                      |
| 50   | 2025          | Francis Ford Coppola |               | diretor                   | 86            | 26 de abril, 2025     | TNT                 | George Lucas e Steven Spielberg   |